# Parque nacional de Paparoa

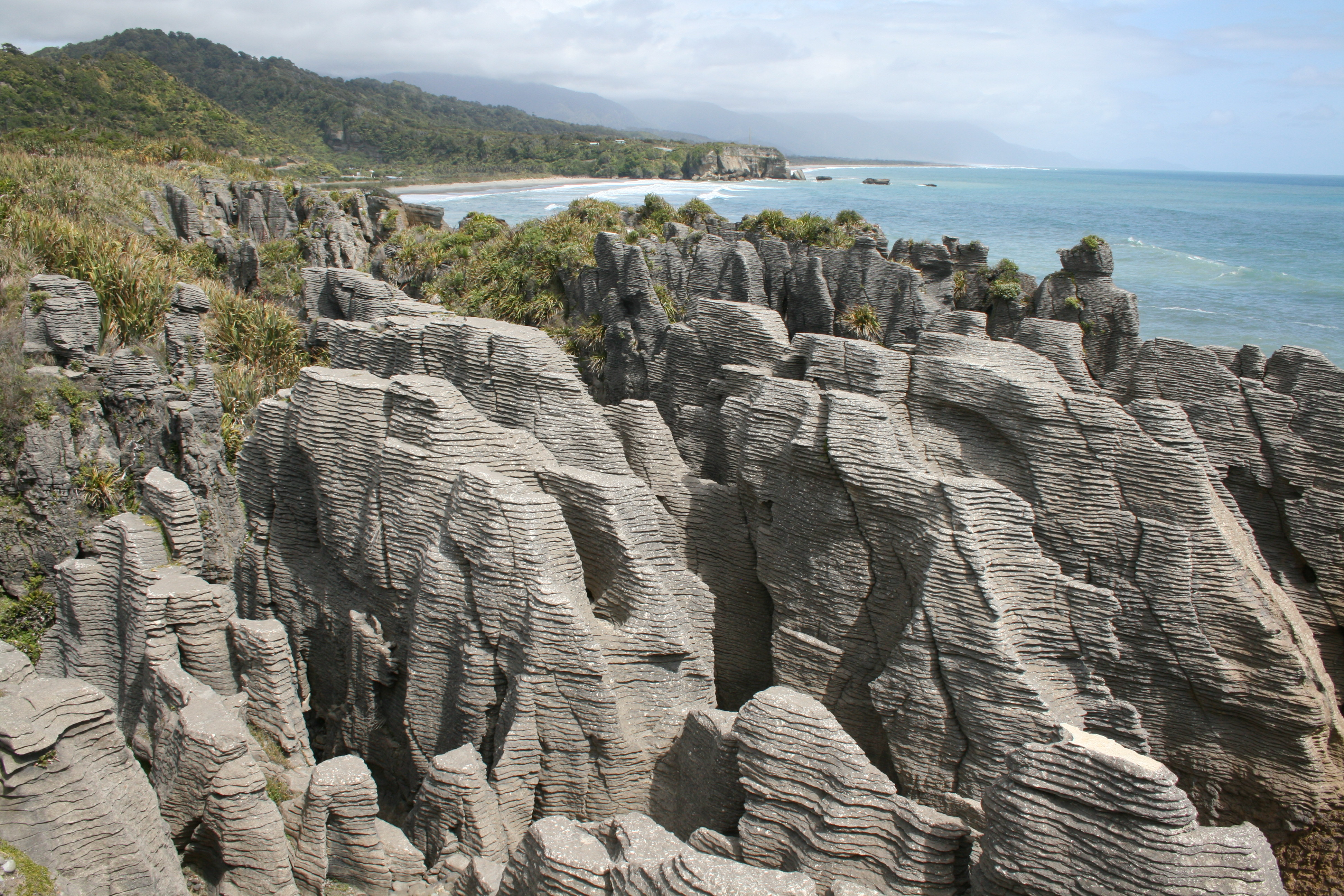
Vista de las Pancake Rocks junto a Punakaiki.

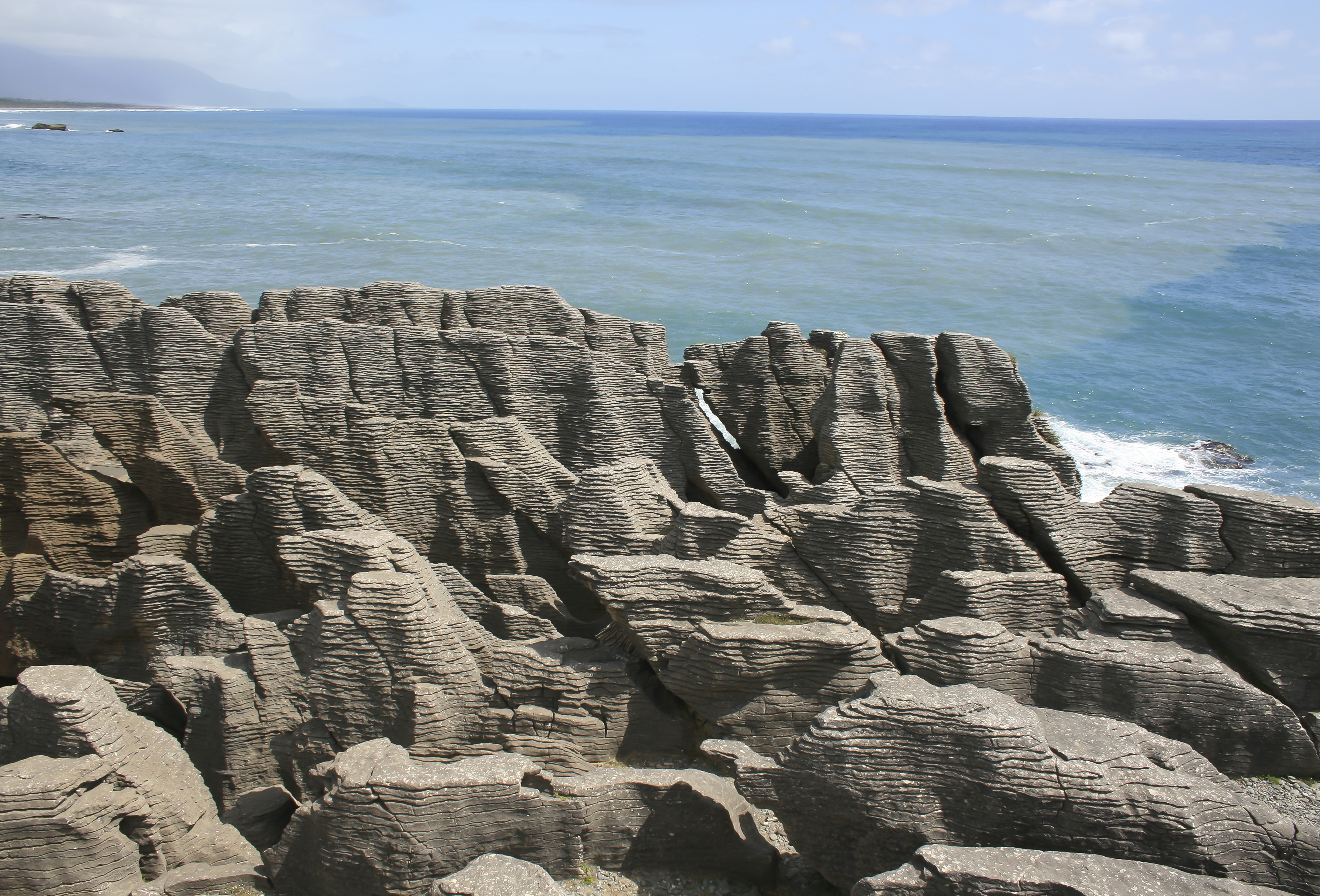
Vista directa de las Pacake Rocks.

El parque nacional de Paparoa es un parque nacional situado en la costa oeste de la Isla del Sur de Nueva Zelanda en las proximidades de la localidad de Punakaiki.
Fundado en 1987, cuenta con una superficie de 308 km², y está situado entre la costa y los picos de la cadena de Paparoa. Otra sección del parque, separado del resto, se encuentra al norte, alrededor del arroyo Ananui.
El parque incluye atracciones turísticas, las Pancake Rocks, y una serie de cavernas de valor espeleológico, si bien la mayor parte del área está cubierta de espesa vegetación.
En 1995 el parque saltó en los titulares por el desastre de Cave Creek (Cave Creek disaster), que costó la vida a 14 personas después de que se viniera abajo una plataforma de observación.